# Antônio Manuel Correia da Câmara
Antonio Manoel Correa da Camara  (Rio Pardo, 24 de setembro de 1783 — 30 de junho de 1848)  foi um diplomata brasileiro.
Filho de Patricio José Correa da Camara, primeiro visconde de Pelotas, foi enviado, ainda criança, para estudar em Portugal, tendo feito seus estudos no Colégio dos Nobres, em Lisboa, sendo companheiro de classe do futuro Marechal de Andréa.
Quando as tropas do general Junot invadiram Portugal, foi alistado à força ao exército francês. Depois de conquistar a liberdade e de ter terminado seus estudos, viajou pela Europa e pela Índia, onde seu pai servira, como ajudante de ordens do governador da colônia.
Em 1822, quando da independência, retorna ao Brasil, onde logo é nomeado cônsul  em Buenos Aires, junto com a incumbência, de José Bonifácio de Andrada, de convencer ao Lorde Cochrane, que se achava no Chile, de assumir o comando da esquadra brasileira na guerra de Independência.
O objetivo principal era conservar a autonomia e obter a simpatia das províncias platinas em sua luta contra as Cortes, sem todavia romper a união com a monarquia portuguesa. Isso consistia em  reconhecer os Estados do Prata antes de estes Estados serem independentes, e o próprio Brasil; em enviar missão diplomática disfarçada, só exibindo credenciais se disso houvesse oportunidade; em demonstrar a impossibilidade de uma recolonização do Brasil, e por fim, expor a utilidade de um tratado ofensivo e defensivo entre o Brasil e os Estados platinos. A única coisa que Correa da Camara não devia discutir era a situação da Província Cisplatina, o mais delicado problema da política brasileira.
Foi bem acolhido, mas sentiu a enorme oposição da opinião pública. Buenos Aires acabava de assinar o Tratado Quadrilátero com as províncias de Santa Fé, Entre Rios e depois Corrientes. A desconfiança era explicável, pois a questão da Cisplatina era um golpe nas aspirações dos republicanos do Prata. Desde janeiro de 1823 o governo de Buenos Aires havia enviado ao Rio de Janeiro Valentim Gomes, com instruções de negociar o que chamava a restituição da Banda Oriental do Uruguai, encontrando repulsa a respeito da separação da Cisplatina do Império do Brasil.
As instruções até ingênuas de Correia da Câmara diziam: «fazendo gostar aos demais povos da América o sistema de governo que temos abraçado». Consta que nada conseguiu no Rio da Prata, mas agiu como espião do partido andradista, espreitando os liberais brasileiros refugiados, denunciando conspiradores, escrevendo artigos contra adversários políticos. Em dezembro de 1822 pediu mesmo a expulsão de Joaquim Gonçalves Ledo, o que o presidente argentino Rivadavia recusou.
Em 1824, foi nomeado por D. Pedro I para cônsul-geral do Brasil no Paraguai. Tinha instruções para obter o apoio do ditador Francia, para auxiliar na defesa da Cisplatina. Sua missão não teve mais sucesso. Numa primeira viagem a Assunção não foi recebido, na segunda, verificou que o ditador tinha «o gênio recheado de desconfianças»  e não quis saber de tratado algum de Paz, Amizade e Comércio em que «não era solenemente reconhecida a Soberania e a Independência da República do Paraguai».
Em 1826, foi  nomeado encarregado de negócios do Império do Brasil junto do governo do Paraguai.
Juntou-se a Revolução Farroupilha, do lado republicano, tendo sido eleito suplente a Assembleia Constituinte e Legislativa Farroupilha. 
Escrevendo para o jornal farroupilha O Povo, teve diversos desentendimentos com o italiano Luigi Rossetti, editor do jornal. Foi nomeado ministro plenipotenciario da República Piratini junto ao Paraguai e mais tarde elevado a embaixador, por decreto de 24 de abril de 1839. Em 1843, abandonou os rebeldes e aproximou-se do duque de Caxias, sendo por este foi utilizado em contatos diplomáticos em Rivera.
Em 1845 lhe foi confiada a direção de estatística no Rio Grande do Sul, vivendo na solidão, apesar dos inúmeros parentes.

## Obras
- "Correspondência Turca interceptada a Um Emissário da Siblime Porta Residente no Rio de Janeiro", 1822
- "Reflexões sobre o Generalato do Conde de Caxias", 1845